# 2017 en Israël
Chronologie d'Israël (en)
- 2013
- 2014
- 2015
- 2016
- 2017
- 2018
- 2019
- 2020
- 2021

Cette page concerne les évènements survenus en 2017 en Israël :

## Évènement
- 8 janvier : Attentat à Jérusalem
- 18 janvier : Mort de Yacoub Abu Al-Qia'an (en) à l'occasion de la démolition de maisons dans la colonie de Umm al-Hiran (en).
- 6 février Loi de régulation (en), qui vise à légaliser rétroactivement les colonies israéliennes de la zone C de Cisjordanie, conformément aux accords d'Oslo. Elle vise à réglementer le statut d'environ 2 000 à 4 000 résidences dans seize colonies qui ont été construites sur des terres appartenant à des Palestiniens.
- 17 mars : Attaque israélienne en Syrie (en)
- 16 juin : Attentat à Jérusalem
- juillet : Crise de l'esplanade des Mosquées à Jérusalem
- 2 août : Lancement du micro-satellite Vénμs.

## Sport
- Saison 2017 de l'équipe cycliste Israel Cycling Academy
- Championnat d'Israël de football 2016-2017
- Championnat d'Israël de football 2017-2018
- 9-13 juillet : Organisation des championnats d'Europe juniors de natation à Netanya.
- 31 août-17 septembre : Organisation du championnat d'Europe de basket-ball (organisation conjointe avec la Finlande, la Turquie et la Roumanie.

## Culture

### Sortie de film
- The Cakemaker
- Le Dossier Mona Lina
- Entre les frontières
- Foxtrot
- Maktub
- Montana
- Norman
- Trip of Compassion

## Création
- BGUSAT (en), CubeSat de recherche construit par l'IAI et l'université Ben Gurion.
- Canal 12
- Channel 13 (en)
- Gare ferroviaire d'Ahihud (en)

## Dissolution - Fermeture
- Aroutz 1
- Autorité de radiodiffusion d'Israël
- Channel 33 (en)
- Kol Israel
- Mini Book (en)

## Décès
- Yisrael Friedman (en), rabbin.
- Moshe Gershuni, peintre.
- Gila Goldstein (en), actrice.
- Amir Fryszer Guttman (en), chanteur, musicien, chorégraphe, acteur, directeur de théâtre et militant des droits des LGBT.
- Yaakov Neeman, avocat et personnalité politique.
- Ari Rath, journaliste.
- David Rubinger, reporter-photographe.
- Avraham Sharir (en), personnalité politique.